# Leticia Scuri
Leticia Scuri  (1890) - (27 de abril de 1950) fue una actriz de  cine  y teatro que trabajó muchos años en Argentina y falleció el 27 de abril de 1950 en ese país.

## Carrera profesional
En 1928 integró la  Compañía Dramática de la “Casa del Arte”, con sede en Montevideo, Uruguay, que realizó una gira en varias ciudades del interior, incluida la Trinidad de entre ellas Trinidad, donde actuaron en el Teatro “Artigas”. Al frente de la compañía estaban Ángel Curotto, Carlos César Lenzi y Carlos Brussa y entre los actores se encontraban Milagros de la Vega  y, como actriz característica, Leticia Scuri.
Su debut en cine se produjo en la alabada película Kilómetro 111 (1938) dirigida por Mario Soffici. Entre los filmes en que actuó posteriormente se destacan las premiadas Tres hombres del río (1943), dirigida también por Soffici. También formó parte del reparto de Pobre mi madre querida (1948), junto a Hugo del Carril y Emma Gramatica. La última película en que actuó fue junto a Tita Merello y a Santiago Gómez Cou en Arrabalera (1950).

## Premio
La Academia de Artes y Ciencias Cinematográficas de la Argentina le otorgó el premio Cóndor Académico a la mejor actriz de reparto de 1943 por su trabajo en Tres hombres del río.

## Filmografía
- Arrabalera (1950)
- Vidalita (1949)
- Historia del 900 (1949)
- Pobre, mi madre querida (1948)
- El tambor de Tacuarí (1948)
- Tierra del Fuego (1948)
- Vacaciones (1947) .... Filomena
- Una mujer sin cabeza (1947)
- Albergue de mujeres (1946)
- Rosa de América (1946)
- Despertar a la vida (1945)
- Pachamama (1944)
- Valle negro (1943)
- Todo un hombre (1943)
- Tres hombres del río (1943)
- El tercer beso (1942)
- Héroes sin fama (1940)
- Kilómetro 111 (1938)

## Teatro
- 1943: Don Fernández. Con la Compañía Argentina de Comedias Pepe Arias. Con Malvina Pastorino, María Armand, Juan Serrador, Alberto Bello, María Santos, Adolfo Linvel, Alberto Bello (hijo), Humberto de la Rosa, Marcelle Marcel, Francisco Audenino, Carlos Pamplona y gran elenco.